# Eraxasilus
Eraxasilus is een vliegengeslacht uit de familie van de roofvliegen (Asilidae).

## Soorten
- E. acuminatus Carrera, 1959
- E. amphissa (Walker, 1849)
- E. fuscipennis (Macquart, 1847)
- E. gerion (Walker, 1849)
- E. hebes (Walker, 1855)
- E. longiusculus (Walker, 1855)
- E. luctuosus (Macquart, 1838)
- E. peticus (Walker, 1849)
- E. potamon (Walker, 1851)
- E. pruinosus Carrera, 1959